# Scorpiurium spelaeorum
Scorpiurium spelaeorum är en bladmossart som beskrevs av Grom 1968. Scorpiurium spelaeorum ingår i släktet Scorpiurium och familjen Brachytheciaceae. Inga underarter finns listade i Catalogue of Life.